# Румянцевская площадь
Румя́нцевская площадь  — площадь в Василеостровском районе Санкт-Петербурга. Находится между Университетской набережной, 1-й и 2-й линиями Васильевского острова.

## Название
Первое название Румянцова площадь известно с 1828 года, по установленному на площади памятнику-обелиску генерал-фельдмаршалу П. А. Румянцеву. С 1836 года носит название Румянцевская площадь. После того, как на площади был разбит сад, возникло предложение назвать его Соловьевским, в честь С. Ф. Соловьева, однако оно не получило Высочайшего разрешения.
С 22 февраля 1939 года по май 2001 года носила название площадь Шевченко, в честь Т. Г. Шевченко, украинского поэта и художника, в связи с тем, что он жил и работал в Академии Художеств, здание которой выходит на площадь. Однако в Блокадной книге эта площадь упоминается под старым названием Румянцевский сквер. Наименование дано в ряду улиц, как указано в источнике, «намеченных к переименованию, как созвучных с именами врагов народа». 21 мая 2001 года площади возвращено историческое название, а именем Шевченко была названа другая, до этого безымянная, площадь на пересечении Левашовского и Малого проспектов Петроградской стороны.

## История
В первые десятилетия XVIII века на месте нынешнего Румянцевского сквера рядом с усадьбой А. Д. Меншикова находился Меншиковский рынок. Впоследствии участок использовали как строительная площадка Академии художеств. В конце XVIII века его использовали под плац Первого кадетского корпуса, который разместился в во дворце и других зданиях бывшей Меншиковской усадьбы. Несколько домов по Съездовской линии объединили в одинаковые двухэтажные с подвалами строения по образцу здания Двенадцати коллегий. Этот фасад объединивший части разной ширины имеют одинаковое количество оконных проёмов. Эти работы в классическом стиле осуществились в 1730—1740 годы по проекту архитектора Д. Трезини.
В 1764—1770 годы на западной границе будущей площади по 3-й линии Васильевского острова возвели корпуса нового здания Академии художеств. Они разместились на территории бывших дворов Головкина, Лобковича и Морского ведомства. И до их сноса в этих домах по набережной проходили учебные занятия.
В 1818 году сюда с Марсова поля перенесли обелиск в честь фельдмаршала П. А. Румянцева-Задунайского, созданный в 1799 году по проекту архитектора В. Бренны. В связи с этим площадь с 1818 по 1939 годы именовалась Румянцевской площадью.
В 1865—1866 годах на средства местных домовладельцев, главным образом гласного городской думы С. Ф. Соловьева, на площади был устроен сад. Автор проекта сада и ограды — архитектор Н. Н. Ковригин. Ограда была изготовлена на заводе Ф. К. Сан-Галли. В саду установлены два чугунных фонтана, изготовленные во Франции (автором моделей для них был скульптор Альбер-Эрнест Каррье-Беллез).
В 1927 году садовым мастером Р. Ф. Катцером выполнена перепланировка сада. До этого сохранялась первоначальная планировка. В 1999 году в саду установлены бронзовые бюсты художников И. Е. Репина и В. И. Сурикова. В 2002—2003 годах были капитально отремонтированы фонтаны, решетка и музыкальный павильон, а также дорожки и газоны.

## Ансамбль площади

### Академия художеств (Университетская набережная, дом 17)
Академия художеств. Здание в стиле классицизма построено в 1764—1788 годах по проекту архитекторов Ж.Б. Валлен-Деламота, А.Ф. Кокоринова и Ю.М. Фельтена. Прямоугольное в плане здание со вписанным кольцеобразным корпусом и круглым двором.

### Доходный дом Соловьева (2-я линия ВО, дом 1,улица Репина, дом 2, Румянцевская площадь, дом 3)
Дом А.Ф. Девриена или Доходный дом С.Ф. Соловьева. Четырёхэтажный дом в эклектическом стиле перестроен в 1881 году по проекту архитектора Х.Х. Тацки для коммерсанта и издателя, швейцарского гражданина А.Ф. Девриена. Угол оформлен круглым эркером с куполом и флюгером.

### Доходный дом Урлауб (Румянцевская площадь, дом 1,1-я линия ВО, дом 2, улица Репина, дом 1)
Дом А.В. Макарова или Доходный дом Ю.Ф. Урлауб. Дом в эклектическом стиле перестроен в 1890 году по проекту архитектора Ю.Ф. Бруни для жена купца Г.Ю. Урлауб.

### Здание Первого Кадетского корпуса (Кадетская линия ВО, дом 1)
Здание Первого Кадетского корпуса или Военная академия тыла и транспорта им. генерала А.В. Хрулёева или СПбГУ. Учебный корпус. Здание в стиле барокко построено в 1730—1740 годах по проекту архитектора Джузеппе Трезини. В советское время здесь размещалось Ленинградская военно-политическая школа им. Энгельса, позже Военная академия тыла и транспорта им. генерала армии А. В. Хрулёева МО РФ.  В 2012 году здание передано ГосУниверситету.

### Румянцевский сад (Университетская набережная, дом 17, Румянцевская площадь, дом 1,1-я линия ВО, дом 2)
Румянцевский сад или Соловьевский сад разбит в 1865—1866 годах по проекту архитектора Н.Н. Ковригина на месте парадного плаца Кадетского корпуса. В 1818 году Карл Росси переместил на плац обелиск «Победам Румянцева» с Марсова поля. В 1927 году садовый мастер Р.Ф.Катцер сделал перепланировку сада, упростив её. Сад украшают два фонтана и музыкальный павильон. В 2002—2003 годах в нём прошла реставрация. Сегодня сад, площадью 1,35 га, имеет форму прямоугольника со скошенными углами, в центре находится прямоугольная площадка с «Румянцевским обелиском». В конце центральной аллеи, на площадке у ограды, выстроен Музыкальный павильон. В саду высажены липа, дуб, ясень, американский клён, лиственница, тополь, ива, жимолость. Сад окружает чугунная узорчатая ограда на гранитном цоколе.

#### Румянцевский обелиск
Румянцевский обелиск установлен в центре сада, посвящён победам фельдмаршала графа П.А. Румянцева во время русско-турецкой войны 1768—1774 годов. Четырёхгранный обелиск из сердобольского гранита стоит на ступенчатом пьедестале из розового тивдийского и серого рускольского мрамора, сверху позолоченный шар с распростершим крылья орлом. Изначально воздвигнут в 1799 году архитектором В. Бренна на Марсовом поле. В 1818 году архитектор К.И. Росси перенес Румянцевский обелиск на Васильевский остров.

- Здание Академии художеств
- Румянцевский обелиск
- Музыкальный павильон в Румянцевском саду
- Первый кадетский корпус

## Транспорт
Ближайшие станции метро к площади Академика Сахарова:  «Спортивная» (пешком до площади 1,2 км),  «Василеостровская» (1,2 км),  «Адмиралтейская» (2 км).
Ближайшие остановки общественного наземного транспорта: остановки «Университетская набережная» и «1-я и Кадетская линии В.О.»: автобусы 6, 7, 24, 47, троллейбусы 1, 10, 11.